# Raul Hector Castro
Raul Hector Castro (Cananea, Sonora, 12 de junho de 1916 - San Diego, 10 de abril de 2015) é um político norte-americano, de origem mexicana, que foi governador do estado norte-americano do Arizona, no período de 1975 a 1977, pelo Partido Democrata.

## Vida
Nascido em Cananea, Sonora, Castro viveu no México até 1926, quando emigrou com sua família para o estado americano do Arizona, estabelecendo-se perto de Douglas. Ele se matriculou no Arizona State Teachers College em Flagstaff, agora conhecido como Northern Arizona University, e após se formar, voltou para sua Sonora natal para trabalhar para o Departamento de Estado dos Estados Unidos como secretário de serviço estrangeiro. Posteriormente, ele voltou ao Arizona para seguir a carreira de advogado e se formou na Faculdade de Direito da Universidade do Arizona. Castro atuou como procurador- adjunto pelo condado de Pima, Arizona, até ser eleito procurador do condado em 1954 e, em 1958, ele se tornou juiz do Tribunal Superior do condado de Pima.

Em 1964, Castro foi escolhido pelo presidente Lyndon B. Johnson para se tornar embaixador dos EUA em El Salvador por recomendação do senador americano Carl Hayden, apesar da controvérsia sobre o sobrenome de Castro estar associado ao presidente cubano Fidel Castro. Após um mandato de quatro anos, ele foi nomeado embaixador dos Estados Unidos na Bolívia e renunciou em 1969 para retornar ao Arizona para iniciar uma carreira política. Castro concorreu e ganhou a indicação democrata para governador do Arizona na eleição de 1970, mas perdeu por pouco para o governador em exercício Jack Williams. Castro decidiria concorrer novamente na eleição de 1974 e derrotou seu oponente republicano Russell Williams, um membro da Comissão da Corporação do Arizona, por uma pequena margem. Com apenas dois anos de mandato, Castro foi procurado pelo presidente Jimmy Carter para se tornar embaixador dos Estados Unidos na Argentina e renunciou ao cargo de governador do Arizona. Castro deixou o cargo de embaixador em 1980, encerrando sua carreira no serviço público, e voltou ao Arizona mais uma vez para exercer a advocacia. Ele morreu aos 98 anos sob cuidados paliativos em San Diego, Califórnia. Os artigos de Raul Hector Castro estão guardados na Biblioteca de Coleções Especiais da Universidade do Arizona.